# Armenien i Eurovision Song Contest 2010
Armenien vil vælge sin repræsentant til Eurovision Song Contest 2010 vil blive valgt gennem en fjersynstransmitteret national finale, organiseret af Armeniens nationale tv-station ARMTV, 14. Februar 2010.

## National Finale
Den nationale finale i Armenien vil blive afholdt 14. februar 2010, med 10 deltagende sange. Sange kunne indsendes indtil 1. februar 2010, og både amerikanske og andre udenlandske komponister og tekstforfattere sendte sange ind. De 10 finalesange blev offentliggjort 4. februar 2010, og ræekkefølgen for sangene i finalen, vil blive udtrukket 11. februar. Vinderen af finalen vil blive fundet dels ved Jury og dels ved telefonafstemning. 
| Artist           | Sang                        | Tekst (l) / Musik (m)                    |
| ---------------- | --------------------------- | ---------------------------------------- |
| Another Story    | "Ays dzmer"                 | A. Sargsyan (m & l)                      |
| Eva Rivas        | "Apricot Stone"             | A. Martirosyan (m), K. Kavaleryan (l)    |
| Nick Egibyan     | "Countdown"                 | N. Egibyan (m & l)                       |
| Mihran & Emmy    | "Hey (Let Me Hear You Say)" | V. Ter-Yeghishyan (m), M. Kirakosyan (l) |
| David Ashotyan   | "Infected Dreams"           | D. Ashotyan (m & l)                      |
| Maria Kizirian   | "Little Red Riding Hood"    | M. Kizirian (m & l)                      |
| Razmik Amyan     | "My Love"                   | V. Petrosyan (m), V. Zadoyan (l)         |
| Sonya            | "Never"                     | S. Qatuzyan (m), K. Grigoryan (l)        |
| Ani Arzumanyan   | "The Mermaid Song"          | A. Nersisyan (m & l)                     |
| Meline Beglaryan | "We Must Believe"           | M. Beglaryan (m & l)                     |